# 184a Brigada Mixta (Exèrcit Popular de la República)
La 184a Brigada Mixta, originalment creada com la 10a Brigada asturiana, va ser una de les Brigades mixtes creades per l'Exèrcit Popular de la República per a la defensa de la Segona República Espanyola.

## Historial
La 10a Brigada mixta d'Astúries va ser creada al començament de 1937, en si de la 4a Divisió asturiana, formada pels batallons 235è, 237è i 242è del front d'Oviedo. El major de milícies Luis Bárzana Bárzana va ser nomenat comandant. Al juny la 10a Brigada va ser enviada a Biscaia, com a reforç de les unitats republicanes que defensaven Bilbao. No obstant això, una vegada va arribar a terres basques la capital biscaïna ja havia caigut en mans franquistes, per la qual cosa la brigada va tornar a Astúries; va quedar assignada a la 6a Divisió asturiana. Bárzana passaria a manar la 57a Divisió, per la qual cosa el major de milícies Manuel Álvarez Álvarez va assumir el comandament de la unitat.
El 6 d'agost la 10a BM va ser canviada de nom com a 184a Brigada Mixta, enquadrada en la 57a Divisió del XVI Cos d'Exèrcit. Després de la caiguda de Santander la unitat va ser enviada a cobrir la línia defensiva formada pels rius Deva i Cares. La 184a brigada seria cedida a la divisió «B», creada expressament per a defensar la riba del riu Cares —després que els franquistes aconseguissin creuar el Deva. No obstant això, els franquistes van avançar pel darrere de la unitat cap a Covadonga, per la qual cosa va ser assignada a la 60a Divisió i encarregada de defensar el sector costaner de Llanes, on es va distingir especialment. El comandant de la 184a BM, «Manolín» Álvarez, seria condecorat amb la Medalla de la Llibertat. Amb l'enfonsament del front la unitat es va retirar cap a Gijón, i va desaparèixer el 21 d'octubre.

## Comandaments
- Major de milícies Luis Bárzana Bárzana;
- Major de milícies Manuel Álvarez Álvarez;[3]